# Xã Avon, Quận Lake, Illinois
Xã Avon (tiếng Anh: Avon Township) là một xã thuộc quận Lake, tiểu bang Illinois, Hoa Kỳ. Năm 2010, dân số của xã này là 65.001 người.